# Carl Naumann (Puppenspieler)
Carl Naumann (* 28. Juni 1872; † 2. März 1949) war ein deutscher Puppenspieler.

## Leben
Naumann war Sohn eines Webermeisters aus Meerane und studierte Malerei, Grafik, Lithografie und Porzellanmalerei mit einem königlichen Stipendium an der Kunstgewerbeschule Dresden. In Leipzig kaufte er die Druckerei „C. W. Loewe“.
Er schloss sich der alternativen Jugendbewegung, dem „Wandervogel“ an und siedelte im Jahr 1929 nach Rehehausen im Landkreis Naumburg über. Dort gründete er eine Jugendherberge und eröffnete im Jahr 1933 das erste Dorfmarionettentheater Deutschlands. Puppenspieler waren Familienangehörige, Freunde und auch Dorfbewohner. Mit seinen Puppen, Kulissen und Lichteffekten unterhielt „Vater Naumann“ die Besucher, vorwiegend Schulklassen aus der Umgebung und aus Leipzig.
Nach seinem Tod übernahmen seine Töchter Gertrud Hahlbohm und Ilse Pludra die Leitung, was in der DDR-Zeit zunehmend schwieriger wurde. Im Jahr 1958 übernahm die Stadt Naumburg das Theater, als „Kleine Bühne Naumburg“ besteht es heute noch.